# Parafia Matki Boskiej Częstochowskiej w Pelagowie
Parafia Matki Boskiej Częstochowskiej w Pelagowie – parafia rzymskokatolickich dekanatu Radom-Południe diecezji radomskiej.

## Historia
- Pierwotna drewniana kaplica powstała tu w 1920 jako własność parafii ewangelicko-augsburskiej w Radomiu. Pastor tej parafii w 1944 wydzierżawił tę kaplicę i szkołę dla potrzeb religijnych i duszpasterskich przesiedleńców ze wschodu wyznania rzymskokatolickiego. Od 1951 zamieszkał przy kaplicy ks. Michał Skowron z tytułem wikariusza parafii św. Teresy w Radomiu, w tym też czasie kaplica została przekazana na własność katolikom. Parafię rzymskokatolicką ustanowił 31 marca 1957 bp Jan Kanty Lorek z wydzielonego terenu parafii św. Teresy w Radomiu i parafii Kowala. Kościół pw. Matki Bożej Częstochowskiej, według projektu arch. Władysława Pieńkowskiego, inż. Mariana Szymanowskiego, konstr. inż. Krzysztofa Kakowskiego, inż. Eugeniusza Froma, zbudowany został w latach 1983–1990 staraniem ks. Jana Dobrowolskiego. Konsekracji świątyni dokonał 23 czerwca 1996 bp Edward Materski. Kościół jest wzniesiony z kamienia i cegły.

## Terytorium
- Do parafii należą: Radom – ul. Żelazna, Kotarwice, Ciborów, Ludwinów, Pelagiów, Trablice[1].

## Proboszczowie
- 1952–1961 – ks. Michał Skowron
- 1961–1961 – ks. Jan Chwałek
- 1961–1976 – ks. Roman Kotlarz
- 1976–1978 – ks. Tadeusz Lutkowski
- 1978–2011 – ks. kan. Jan Dobrowolski
- 2011–nadal – ks. kan. Jan Podsiadło